# Tonnerre
Tonnerre é uma comuna francesa na região administrativa de Borgonha-Franco-Condado, no departamento de Yonne. Estende-se por uma área de 58,33 km². Em 2010 a comuna tinha 4 654 habitantes (densidade: 79,8 hab./km²).